# HD 58661
HD 58661，又名BD+48 1538，SAO 41797、HR 2844，是一颗恒星，视星等为5.72，位于銀經169.91，銀緯25.87，其B1900.0坐标为赤經7h 21m 24.5s，赤緯+48° 25.87′ 14″。